# Katie Jacobs
Katie Jacobs Stanton (1970) è una produttrice televisiva e regista statunitense.

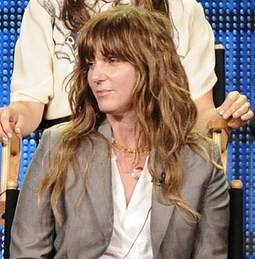
Katie Jacobs

Fra i suoi lavori più noti si possono citare la serie televisiva statunitense Dr. House - Medical Division. È stata sposata con il produttore Paul Attanasio.

## Premi
È stata nominata varie volte per degli Emmy e per dei PGA Awards:

### Emmy
- Nel 2008 una nomination come produttore esecutivo di Dr. House - Medical Division
- Nel 2007 una nomination come produttore esecutivo di Dr. House - Medical Division
- Nel 2006 una nomination come produttore esecutivo di Dr. House - Medical Division

### PGA Awards
- Nel 2008 una nomination come produttore esecutivo della serie dell'anno, Dr. House - Medical Division, divisa con David Shore e Daniel Sackheim
- Nel 2007 una nomination come produttore esecutivo della serie dell'anno, Dr. House - Medical Division, divisa con David Shore

## Filmografia

### Produttrice

#### Cinema
- Perseguitato dalla fortuna (29th Street), regia di George Gallo (1991)

- Giochi d'adulti (Consenting Adults), regia di Alan J. Pakula (1992)
- Fatal Instinct - Prossima apertura (Fatal Instinct), regia di Carl Reiner (1993)
- Papà ti aggiusto io! (Getting Even with Dad), regia di Howard Deutch (1994)
- Il mio campione (A Cool, Dry Place), regia di John N. Smith (1998)

### Televisione
- A Father for Charlie, regia di Jeff Bleckner – film TV (1995)
- Gideon's Crossing – serie TV, 20 episodi (2000-2001)
- R.U.S./H., regia di Gary Fleder – film TV (2002)
- Century City – serie TV, 9 episodi (2004)
- Nurse Jeffrey: Bitch Tapes – serie TV (2010)
- Dr. House - Medical Division (House M.D.) – serie TV, 176 episodi (2004-2012)
- I Am Victor, regia di Jonas Pate – film TV (2013)
- Dr. Del, regia di Katie Jacobs – film TV (2016)